# 天桥不见了
《天桥不见了》是一部由蔡明亮执导，由陈湘琪、陆弈静、李康生主演的短片，于2003年4月25日在台湾正式上映。

## 剧情
湘琪从巴黎返回台北，她经过第一次遇见卖表小贩小康所在的人行天桥的位置，却发现这里正在施工，人行天桥也不见了。她盯着街头的大型电子屏看了一会儿，然后茫无目的地在街上徘徊。跟着一名拖着大皮箱的女人横穿马路后，湘琪被警察拦住检查身份证。事后，她在一家咖啡店停留了片刻，发现身份证找不到了，故返回警察那里询问身份证是否还在他手中，但被告知没有。
与此同时，小康在公共厕所吸烟，随后他洗手，离开厕所。当他走上地下通道的楼梯时，湘琪也在同一段楼梯上，两人擦身而过。小康停在楼梯的顶端，低头看着湘琪，但湘琪没有注意到他。
之后，小康去参加一个色情演员的试镜。导演问了他几个问题，然后让他脱下衣服。小康起先有些犹豫，但最终还是顺从了。他穿上医生的制服，走到阳台上开始拍摄。

## 人物
- 陈湘琪 饰 湘琪
- 李康生 饰 小康
- 陆弈静 饰 路人

## 创作背景
《天桥不见了》事实上是蔡明亮上一部电影《你那边几点》的续篇。演员陈湘琪和李康生延续了在《你那边几点》中的角色，而这一故事线将在蔡明亮的下一部电影《天边一朵云》中继续发展。
短片中的人行天桥是《你那边几点》的主要拍摄地点之一。该人行天桥位于台北新火车站前，拍摄完电影后，人行天桥被拆除了，因此有了《天桥不见了》这个短片。导演蔡明亮后来开玩笑说：“看来我拍的很多地方都没有了，这真让人担心！”
这部短片反映了台北的城市化，片尾曲是“南屏晚钟”。

## 发行与评价
《天桥不见了》是台湾第一部以戏剧商业化形式制作的短片，但只在一家剧院上映过。它被收录于电影《不散》的DVD中。
评论家们普遍对这部作品表示认可。短片还赢得了2003年Vila do Conde国际短片电影节大奖。据台北时报报道：“《天桥不见了》的自我指涉性使人有些难以理解，但蔡先生依然维持了高水平的创作，以精准的拍摄，精美的画面和精彩的表演完成了这部短片。”

## 獎項
| 頒獎典禮     | 獎項         | 名單       | 結果 |
| ------------ | ------------ | ---------- | ---- |
| 第39屆金馬獎 | 最佳創作短片 | 天橋不見了 | 提名 |